# Caponia hastifera
Caponia hastifera är en spindelart som beskrevs av William Frederick Purcell 1904. Caponia hastifera ingår i släktet Caponia och familjen Caponiidae. Inga underarter finns listade.